# 에티오피아의 국기

에티오피아의 국기 (비율 1:2)

에티오피아의 국기(암하라어: የኢትዮጵያ ሰንደቅዓላማ)는 초록, 노랑, 빨강의 가로형 삼색기이며 비율은 1:2이다. 범아프리카색 국기는 이 나라 국기의 스타일에서 유래된 것이다.
삼색기에 있는 녹색, 노랑, 빨강은 예수가 축복해 주는 무지개를 상징한다. 녹색은 자원의 부를, 노랑은 종교의 자유를, 빨강은 조국에 대한 희생과 충성을 상징한다. 국기 중앙에는 에티오피아의 국장이 그려져 있다. 파란색은 평화를, 오각별은 단결과 번영을, 빛줄기는 국민과 종교의 평등함을 상징한다.

## 색상
| 색상 | 초록               | 노랑                | 빨강                | 파랑                |
| ---- | ------------------ | ------------------- | ------------------- | ------------------- |
| RGB  | 7–137–48 (#078930) | 252–221–9 (#FCDD09) | 218–18–26 (#DA121A) | 15–71–175 (#0F47AF) |

## 역사
처음에는 1881년에 삼각형(빨강, 노랑, 녹색)으로 만들어졌으며 1897년에 현재의 사각형으로 만들어졌다(비율은 2:3). 그 때에는 중앙에 솔로몬 왕조를 상징하는 사자 문장이 들어가 있었으며 1975년까지 사용되었다. 1974년부터 1975년까지는 왕관이 빠지고 깃대에 있는 십자가 대신 창으로 바뀌었다. 공산 쿠데타로 제정 폐지 이후로는 사자 문양이 빠졌으며, 1987년부터 1991년까지는 사회주의를 상징하는 문장이 삽입되기도 하였다(비율 1:2). 1991년에서 1996년까지는 다시 문장이 삽입되지 않은 국기가 사용되었으나, 1996년 2월 6일부터 현재 형태로 제정되었다. 이후 2009년 5월 16일에 문장의 크기를 확대하고 색상을 하늘색에서 파란색으로 변경하여 오늘날에 이르고 있다.

### 과거의 기

초기의 에티오피아 제국의 국기
1897년에서 1974년까지 사용된 에티오피아 제국의 기 (비율 2:3)
1897년에서 1974년까지 사용된 에티오피아 제국의 전쟁기 (비율 2:3)
1974년에서 1975년까지 사용된 에티오피아 제국의 기 (비율 2:3)
1974년에서 1975년까지 사용된 에티오피아 제국의 전쟁기 (비율 2:3)
1975년부터 1987년까지 사용된 공산정권 에티오피아의 기 (비율 2:3)
1975년부터 1987년까지 사용된 공산정권 에티오피아의 정부기 (비율 2:3)
1987년부터 1991년까지 사용된 에티오피아 인민민주공화국의 기 (비율 1:2)
1991년에서 1996년까지 사용된 기 (비율 1:2)
1996년 2월 6일부터 2009년 5월 16일까지 사용된 기 (비율 1:2)

## 같이 보기
- 에티오피아의 국장